# Alberta meridionale

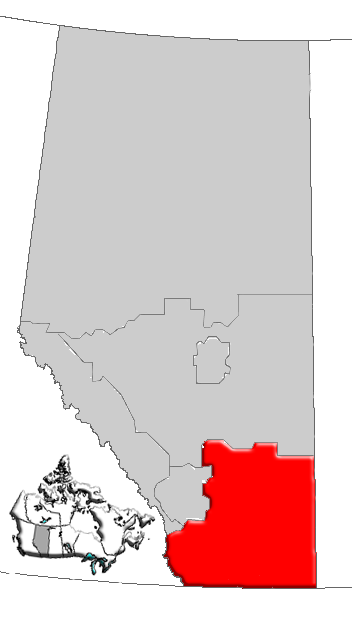
Alberta meridionale (in rosso)

L'Alberta meridionale è una regione geografica del Canada, situata nella provincia dell'Alberta.

## Geografia
L'area totale della regione è di circa 75.500 km².
L'Alberta meridionale si trova nella parte settentrionale delle Grandi Pianure, fiancheggiata ad ovest dalle Montagne Rocciose Canadesi e dalle loro colline. Il resto della regione è dominato dalle praterie semi-aride del triangolo di Palliser, all'interno delle quali sono presenti fattorie ed allevamenti. 
I fiumi della regione fluiscono per la maggior parte da ovest ad est: tra questi vi sono l'Oldman, il Bow, il Red Deer, il South Saskatchewan e il Milk.

## Città principali
- Brooks
- Lethbridge
- Medicine Hat